# Leimacomys buettneri
Leimacomys buttneri là một loài động vật có vú duy nhất thuộc chi Leimacomys, phân họ Leimacomyinae trong họ Chuột, bộ Gặm nhấm. Loài này được Matschie mô tả năm 1893.